# 발라 플로사도티르
발라 플로사도티르(아이슬란드어: Vala Flosadóttir, 1978년 2월 16일~)는 아이슬란드의 전직 육상 선수로 주 종목은 장대높이뛰기이다.

## 경력
1978년 레이캬비크에서 태어났다. 9살 때 베스트피르디르 지역의 빌뒤달뤼르로 건너가 그 곳에서 성장했다. 이후 스웨덴으로 떠나 육상 훈련을 받았고 1995년에 아이슬란드 국가대표로 발탁되었다.
2000년 시드니에서 열린 2000년 하계 올림픽에서 4.50m로 동메달을 획득했다. 플로사도티르는 유일하게 올림픽 메달을 획득한 아이슬란드 여자 선수이다.